# Abadia de Santa Hildegarda

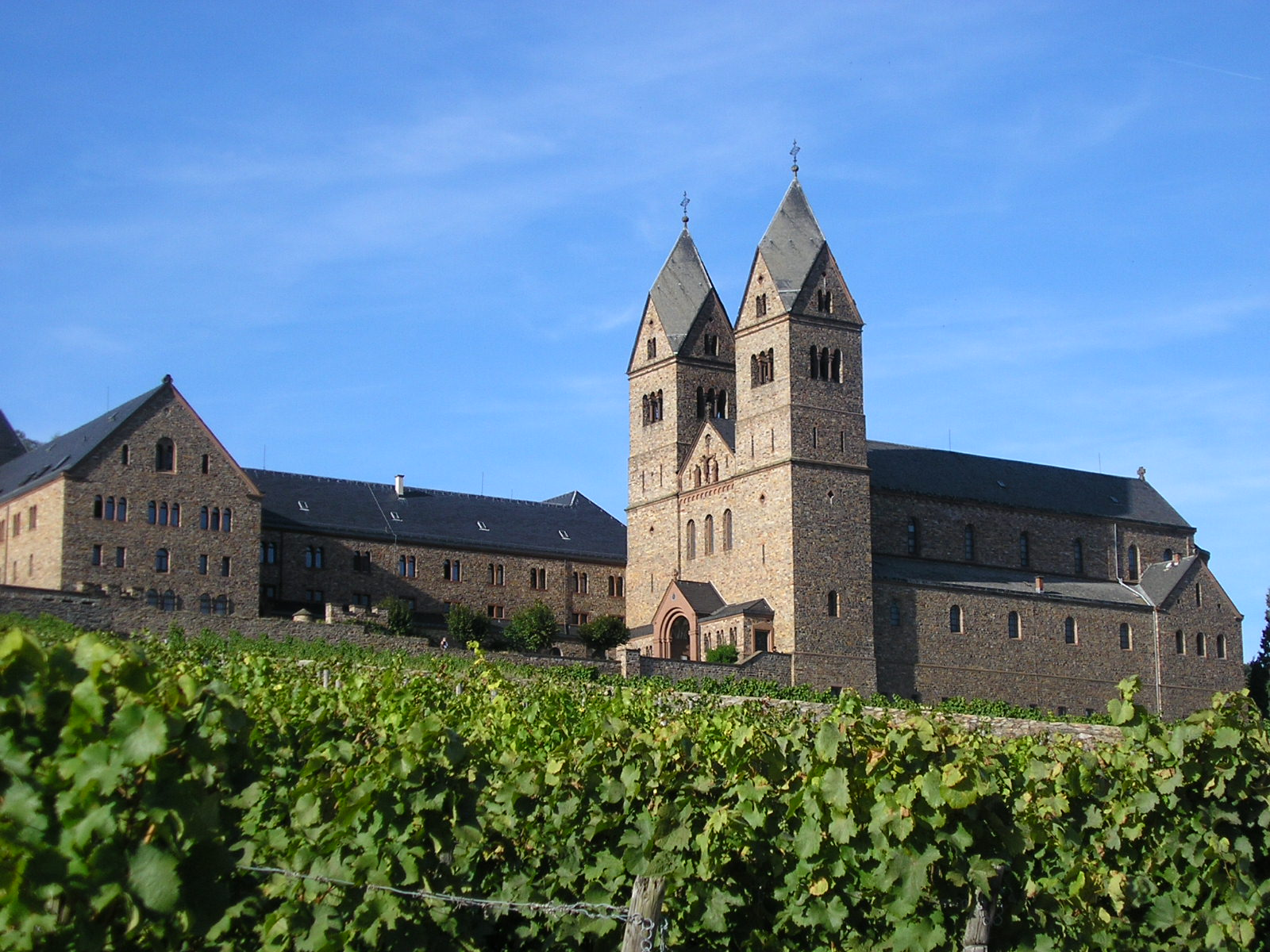
Abadia de Santa Hildegard.

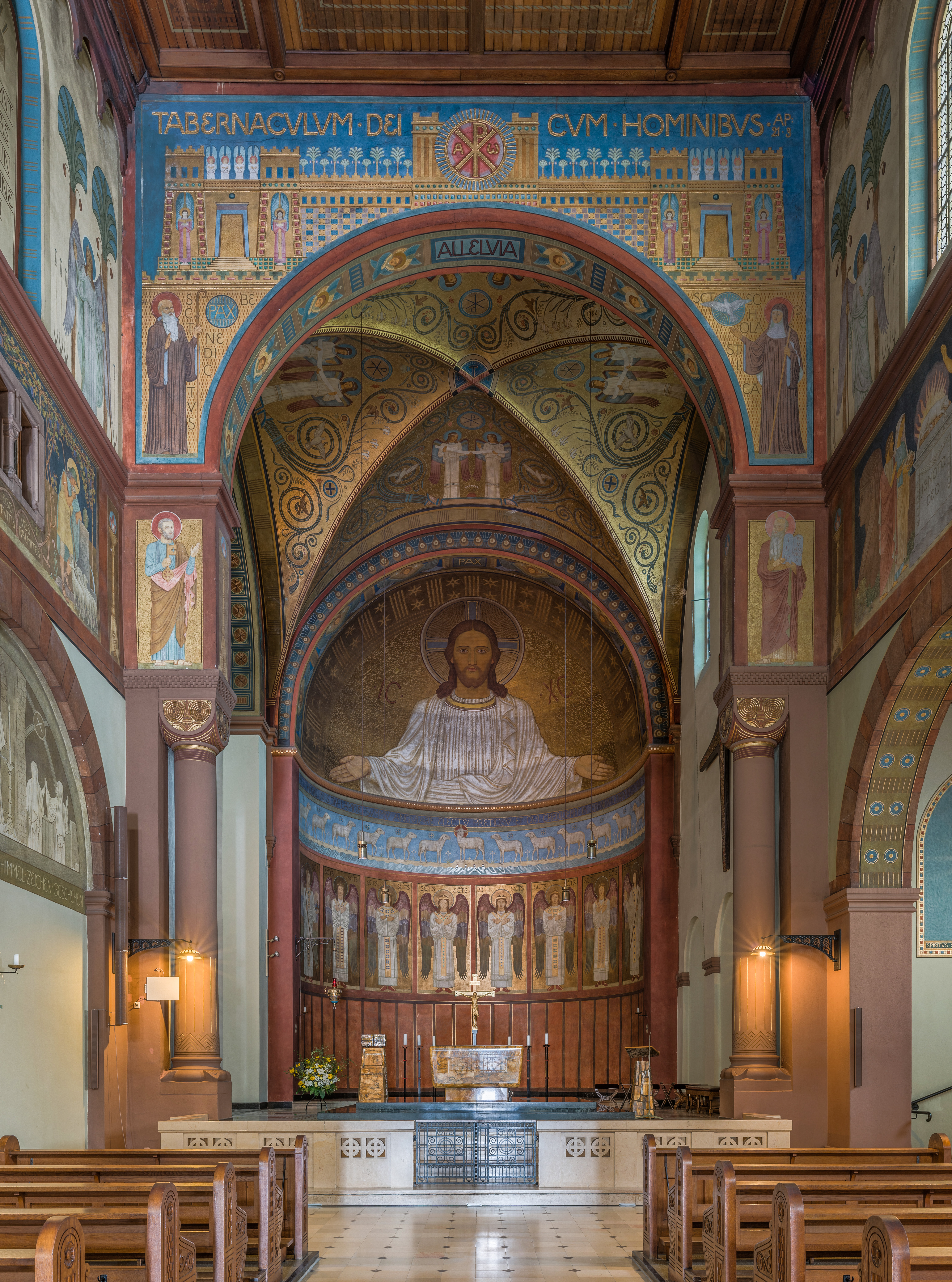
Santuário da igreja abacial

A Abadia de Santa Hildegard é um mosteiro beneditino da Alemanha, localizado em Eibingen, distrito de Rüdesheim am Rhein.
Sua origem remonta a 1150, quando Santa Hildegarda de Bingen fundou o Mosteiro de Rupertsberg. Poucos anos depois, com o crescente número de monjas, foi necessário dividir o mosteiro e fundar outro em Eibingen, mas na Guerra dos Trinta Anos Rupertsberg foi pilhado e destruído. As monjas retornaram em 1636, mas como o estado do edifício estava ruinoso, não se cogitou seu restauro, e elas foram recebidas em Eibingen. Nos 150 anos seguintes a região foi devastada por fomes, peste e guerras, e o mosteiro sofreu muito. Em 1803 o mosteiro foi dissolvido no curso da secularização de várias propriedades religiosas, e as relíquias de Hildegard foram transferidas para a Igreja paroquial. 
No fim do século XIX, por iniciativa do bispo Peter Josef Blum e do padre Ludwig Schneider, se começou a pensar na revitalização da propriedade, que naquela época pertencia ao príncipe Karl zu Löwenstein-Wertheim-Rosenberg, que aderiu ao projeto, financiando a construção de um novo mosteiro nas proximidades da antiga fundação. Em 1900 foi lançada a pedra fundamental do edifício neo-românico, sendo inaugurado em 1904 como um priorado. Em 1908 o papa Leão XIII o elevou a abadia, outorgando-lhe os privilégios e direitos do mosteiro original de Hildegard, e vinculando sua administração diretamente à Santa Sé. Em 8 de setembro de 1908, um dia depois da consagração da igreja abacial, posta sob a proteção de santa Hildegard, foi instalada sua primeira abadessa, Regintrudis Sauter. A construção só foi completamente finalizada depois da II Guerra Mundial, terminando-se as alas das noviças ainda incompletas e recuperando-se alguns danos sofridos na guerra.